# Кубок Америки з футболу 2016
Кубок Америки з футболу 2016, також Столітній Кубок Америки з футболу — 45-й розіграш Кубка Америки, головного футбольного турніру серед національних збірних Південної Америки та Північної Америки, що проходив з 3 по 26 червня 2016 року в США. Це перший турнір, що проходив за межами Південної Америки.
Чемпіонат проходив у рамках угоди між КОНМЕБОЛ (Південноамериканською футбольною конфедерацією) та КОНКАКАФ (Конфедерацією футболу країн Північної і Центральної Америки та зони Карибського моря) на знак сторіччя Кубка Америки (45-й з моменту заснування 1916 року) та розширення до 16 команд (збільшення у порівнянні зі звичайними 12), з десятьма командами з КОНМЕБОЛ та шістьма командами з КОНКАКАФ.

## Господар турніру
У лютому 2012 року Альфредо Хавіт, виконувач обов'язків президента КОНКАКАФ, оголосив, що турнір 2016 року відбудеться в США.
Турнір анонсував КОНМЕБОЛ 24 жовтня 2012 та підтвердив КОНКАКАФ 1 травня 2014.
26 вересня 2014 ФІФА оголосив, що турнір доповнив календар ФІФА.

## Учасники
| КОНМЕБОЛ (10 збірних) | КОНКАКАФ (6 збірних) |
| --- | --- |
| - Аргентина - Болівія - Бразилія - Чилі (володар Кубка Америки 2015) - Колумбія - Еквадор - Парагвай - Перу - Уругвай - Венесуела | - США (господар) - Мексика (автоматично кваліфікувались) - Коста-Рика (Переможець Кубка Центральної Америки 2014) - Ямайка (Переможець Карибського кубка 2014) - Панама (Переможець плей-оф) - Гаїті (Переможець плей-оф) |

## Жеребкування
21 лютого 2016 відбулось жеребкування Столітнього кубка Америки з футболу 2016 року в Нью-Йорку.
| Кошик 1                                                           | Кошик 2                                               | Кошик 3                                                  | Кошик 4                                                   |
| ----------------------------------------------------------------- | ----------------------------------------------------- | -------------------------------------------------------- | --------------------------------------------------------- |
| Аргентина (1) · Бразилія (6) · Мексика (22) · США (32) (господар) | Чилі (3) · Колумбія (8) · Уругвай (11) · Еквадор (13) | Коста-Рика (37) · Ямайка (54) · Панама (64) · Гаїті (77) | Парагвай (46) · Перу (47) · Болівія (68) · Венесуела (83) |

- У дужках місце збірної в рейтингу ФІФА.

### Результати жеребкування
Після жеребкування склад груп набув такого вигляду:
| Група A    | Група B  | Група C   | Група D   |
| ---------- | -------- | --------- | --------- |
| США        | Бразилія | Мексика   | Аргентина |
| Колумбія   | Еквадор  | Уругвай   | Чилі      |
| Коста-Рика | Гаїті    | Ямайка    | Панама    |
| Парагвай   | Перу     | Венесуела | Болівія   |

## Арбітри
| Країна     | Суддя                 |
| ---------- | --------------------- |
| Аргентина  | Патрісіо Лоустау      |
| Болівія    | Гері Варгас           |
| Бразилія   | Ебер Лопес            |
| Венесуела  | Хосе Арготе           |
| Еквадор    | Родді Самбрано        |
| Колумбія   | Вільмар Ролдан        |
| Коста-Рика | Рікардо Монтеро       |
| Куба       | Ядель Мартінес        |
| Мексика    | Роберто Гарсія Ороско |
| Панама     | Джон Пітті            |
| Парагвай   | Енріке Касерес        |
| Перу       | Віктор Каррільйо      |
| Сальвадор  | Хоель Агілар          |
| США        | Марк Гейгер           |
| США        | Хаїр Марруфо          |
| Уругвай    | Андрес Кунья          |
| Чилі       | Хуліо Баскуньян       |